# Kryptosystem
Kryptosystem – system, którego podstawowym celem jest dokonywanie operacji kryptograficznych. Jest to zbiór współdziałających ze sobą szyfrów, procedur ich użycia, protokołów zapisu danych, urządzeń.
W wąskim ujęciu kryptosystemem możemy nazwać kopertę elektroniczną, czyli współdziałanie dwóch szyfrów, bądź dowolny inny zestaw współdziałających szyfrów. W szerszym ujęciu kryptosystem stanowią wszystkie elementy biorące udział w bezpiecznym przekazaniu wiadomości, takie jak np.:
- szyfry
- protokoły zapisu danych
- elementy sprzętowe (komputery, karty kryptograficzne)
- osprzęt (czytniki kart, monitory komputerowe)
- oprogramowanie
- zabezpieczenie sprzętu i pomieszczeń przed dostępem fizycznym i emisją ujawniającą.

W ujęciu ściśle matematycznym kryptosystemem nazywamy dowolną piątkę {\displaystyle (P,C,K,E,D),} gdzie:
- P jest skończonym zbiorem możliwych tekstów jawnych
- C jest skończonym zbiorem możliwych tekstów zaszyfrowanych
- K to skończony zbiór kluczy
- E, D – zbiory reguł odpowiednio szyfrowania i deszyfrowania.

Ponadto dla każdego klucza {\displaystyle k\in K} istnieje reguła szyfrowania {\displaystyle e_{k}\in E} i deszyfrowania {\displaystyle d_{k}\in D} taka, że {\displaystyle e_{k}\colon P\to C} oraz {\displaystyle d_{k}\colon C\to P,} o następującej własności: {\displaystyle d_{k}(e_{k}(x))=x.}